# WCBS (AM)
Pour les articles homonymes, voir WCBS.

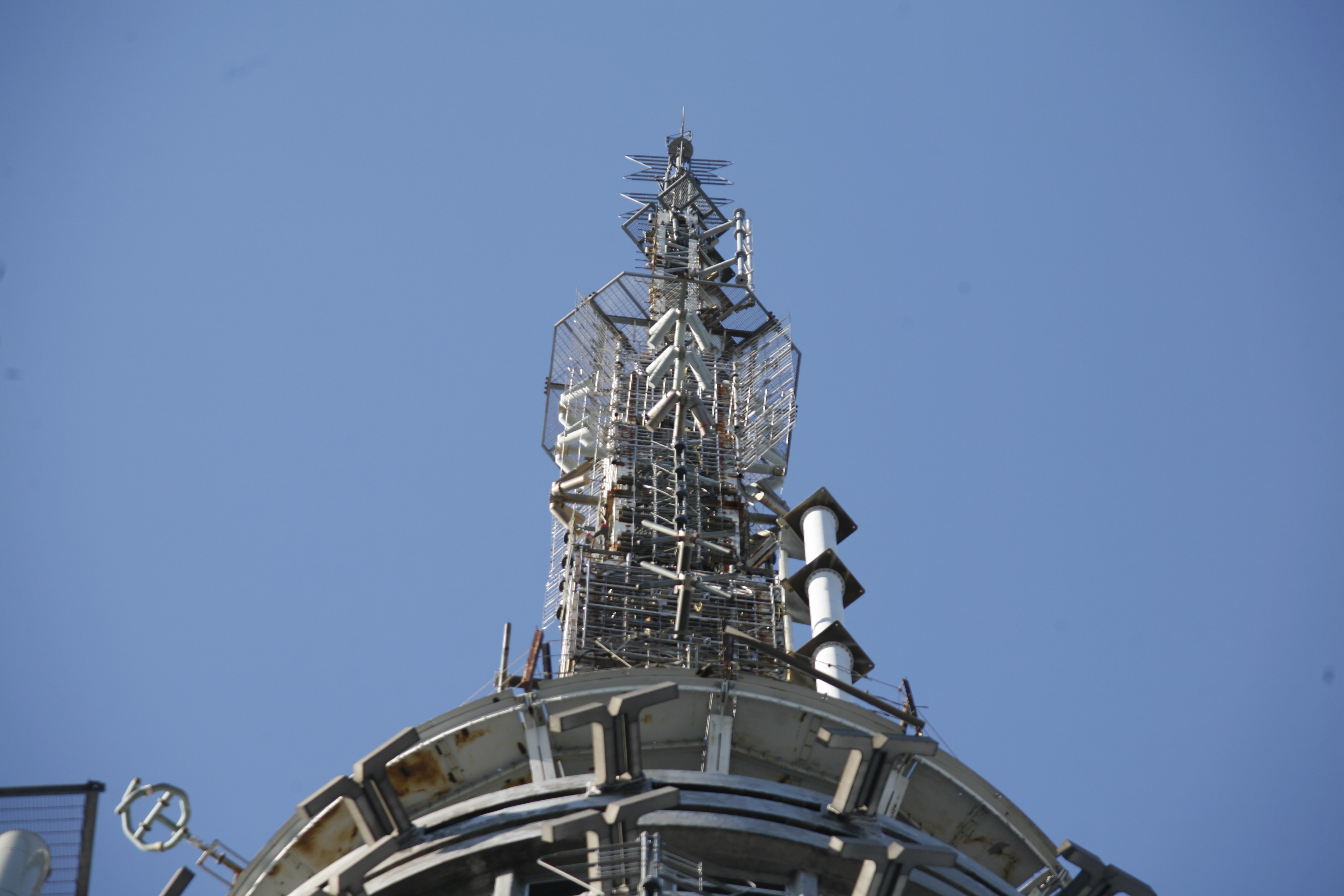
Tour de télécommunications WCBS

WCBS (AM) est une station de radio américaine diffusant ses programmes en ondes moyennes (880 kHz) sur New York. Cette station est une radio d'informations.

## Historique
Cette station a commencé ses émissions le 20 septembre 1924 sous le nom de WAHG.
Le réseau Columbia Broadcasting System achète à Alfred H. Grebe pour 410 000 $ une petite station de Brooklyn nommée WABC d'après la société Atlantic Broadcasting Company. La station passe rapidement à 860 kHz puis passera à 880 kHz en 1941 pour être renommée en 1946 WCBS.